# Youri Nossenko
Pour les articles homonymes, voir Nossenko.
Youri Ivanovitch Nossenko (en russe : Юрий Иванович Носенко), né le 30 octobre 1927 à Mykolaïv et mort le 23 août 2008 aux États-Unis, est un officier du KGB qui a fait défection aux États-Unis en 1964. La CIA s'est divisée sur la réalité de sa défection et il a en conséquence été détenu au secret pendant plus de trois ans avant d'être finalement reconnu comme un véritable transfuge. Après sa libération, il s'est vu attribuer la citoyenneté américaine et a travaillé comme consultant pour la CIA.

## Biographie
Youri Ivanovich Nossenko est né le 30 octobre 1927 à Nikolaïev, en Ukraine. Son père est le vice-amiral Ivan Nossenko (en), favori de Staline.
Il sort diplômé en 1950 du prestigieux Institut d'Etat des relations internationales (MGIMO) de Moscou.
Il entre au KGB trois ans plus tard et est affecté à la mission diplomatique soviétique de Genève où il prend contact pour la première fois en 1962 avec la CIA.
En février 1964, il demande à passer à l'Ouest, affirmant que sa trahison a été détectée. Surtout, il prétend avoir des révélations importantes à faire sur l'assassinat du président Kennedy quelques semaines plus tôt (22 novembre 1963) dans la mesure où il avait été instruit du dossier de Lee Harvey Oswald lors du séjour de ce dernier en URSS. Les éléments qu'il apporte permettent ainsi d'écarter l'hypothèse d'une implication de l'URSS dans un éventuel complot.
Compte tenu de la mise en garde d'un autre transfuge, Anatoli Golitsyne, selon lequel le KGB envoie de faux transfuges pour semer le doute au sein des services occidentaux, et de la paranoïa du chef du service de contre-espionnage à la CIA, James Angleton, la CIA est partagée sur la confiance à lui accorder. Il est ainsi mis au secret pendant trois ans et interrogé sans relâche, voire torturé selon Nossenko. Mais rien de probant n'en sort en trois ans et demi,.
En 1967, le directeur de la CIA, Richard Helms, exige que son cas soit tranché. Nossenko est libéré et envoyé dans le sud des États-Unis sous un faux nom et 80 000 dollars. Il travaillera ensuite ponctuellement comme consultant au profit de la CIA.
En juillet 2008, il reçoit une lettre d'excuses signée du directeur de la CIA pour les mauvais traitements qu'il a subis dans les années 1960.